# Bande organisée 2
Pour les articles homonymes, voir Bande organisée (homonymie) et 13'Organisé.
 (août 2024).
Si vous disposez d'ouvrages ou d'articles de référence ou si vous connaissez des sites web de qualité traitant du thème abordé ici, merci de compléter l'article en donnant les références utiles à sa vérifiabilité et en les liant à la section « Notes et références ».
Singles de Jul
Sous le soleil
(2024)
Bande Organisée
Bande Organisée
(2020)
Clip vidéo
[vidéo] « Bande organisée 2 », sur YouTube
Pistes de 13'Organisé 2
Sous le soleil
(3) Wesh Guy
(5)
Bande organisée 2 est une chanson de rap français, sortie le 15 août 2024, qui fait suite à Bande organisée et réunit à nouveau Jul, Kofs, SCH, Naps, Alonzo, Soso Maness, Elams, Houari et Solda en tant que premier single de l'album collectif 13'Organisé 2.
Il est le premier single des vignt-six autres qui signera la sortie de l'album 13'Organisé 2.

## Statistiques
Le clip fait plus de 2 100 000 vues en 48 heures, et début septembre 2024 il en fait plus de 9 000 000 vues sur YouTube. Mi-décembre 2024 il réalise plus de 15 Millions de vues.
Plus de 250 000 000 écoutes sur Spotify les deux jours qui suivent sa sortie.

## Classements et certifications

### Classements hebdomadaires
| Classements (2024)           | Meilleure position |
| ---------------------------- | ------------------ |
| France (SNEP)                | 5                  |
| Suisse (Schweizer Hitparade) | 68                 |